# Maerua subcordata
Maerua subcordata är en kaprisväxtart som först beskrevs av Ernest Friedrich Gilg, och fick sitt nu gällande namn av De Wolf. Maerua subcordata ingår i släktet Maerua och familjen kaprisväxter. Inga underarter finns listade i Catalogue of Life.